# Flâmula

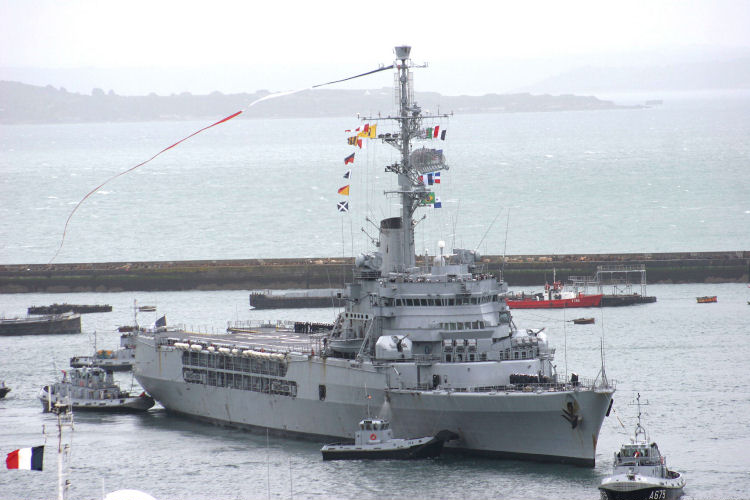
O porta-helicópteros francês Jeanne d'Arc arvorando uma longa flâmula, ao regressar à base depois de uma comissão de serviço.

No âmbito naval, uma flâmula constitui um tipo de galhardete longo e estreito, destinado a ser arvorado no mastro principal de um navio de guerra, a fim de assinalar que o mesmo é comandado por um oficial da marinha de guerra. No âmbito da vexilologia, o termo "flâmula" é usado de uma forma mais ambígua, geralmente qualificando uma bandeira pelo seu formato alongado, eventualmente triangular e farpado.

## Etimologia e origem
A palavra "flâmula" tem origem no termo latino flammula, diminutivo de flamma (chama), significando portanto "pequena chama".
Aparece já referida na obra Epitoma Rei Militares - escrita no século IV por Flávio Vegécio - para se referir a um dos tipos de signas usadas pelo Exército da Roma Antiga. Pensa-se que, no tempo de Vegécio, o termo se aplicaria aos vexilos cujas bordas inferiores eram farpadas.
Na obra Estratégico - escrita no século VI pelo imperador bizantino Maurício - a flâmula (em grego φλάμουλον [phlamoulon]) é definida como uma pequena bandeira triangular, de uma ou mais pontas, usada pelas tropas bizantinas nas suas lanças, essencialmente com funções decorativas.

## Vexilologia
Na vexilologia, o termo "flâmula" é usado sobretudo para qualificar uma bandeira pelo seu formato e não tanto pelo seu tipo de uso. Contudo, como é comum na terminologia vexilológica, existe alguma ambiguidade no uso do termo, aplicando-se a realidades diferentes. Normalmente, designa genericamente uma bandeira estreita (comprimento bastante superior à largura), que pode eventualmente ter um formato triangular e ser farpada. Por outro lado e dada a ambiguidade da terminologia, termos como "galhardete", "pendão", "guião", "bandeirola" ou outros são também usados para designar bandeiras dos mesmos formatos. Ocasionalmente, estes termos designam subtipos uns dos outros, como é o caso da flâmula que é abordada frequentemente como um subtipo de galhardete.
Como em vexilologia o termo é usado para designar o formato de uma bandeira, para indicar a função da mesma deve-se acrescentar um qualificativo. Assim o que no âmbito naval poderia ser referido simplesmente como "flâmula", no âmbito vexilológico deverá ser referido como "flâmula de comando" ou "flâmula de guerra".

## Flâmula naval

### Significado e uso
A flâmula assinala que a embarcação onde é arvorada tem o estatuto de navio de guerra. No entanto, tradicionalmente, representa o comandante do navio e não o navio em si.
Assim, no seu significado original, a flâmula constituía o distintivo pessoal de um detentor de carta-patente de oficial da marinha de guerra. Assim, ao ser arvorada num navio, a flâmula assinalaria que o mesmo se encontrava sob o comando de um oficial de marinha de guerra, indiretamente significando que o navio estaria armado ou comissionado, o que indicava implicitamente que o mesmo seria um navio de guerra. 
A flâmula consiste num longo galhardete, normalmente nas cores nacionais da marinha que o arvora, podendo conter também emblemas. A flâmula mantém-se içada permanentemente num navio, enquanto o mesmo estiver em estado de armamento, exceto quando embarca a bordo um oficial general ou uma outra autoridade superior ao comandante do navio, que tenha poder de comando sobre o mesmo, caso em que a insígnia ou distintivo pessoal desta é içada em substituição da flâmula.
Na época da marinha à vela, a flâmula era arvorada no tope do mastro grande dos navios de guerra. Atualmente, é arvorada num mastro de sinais, que corresponde normalmente ao mastro principal do navio. Em algumas marinhas, a flâmula é também arvorada à proa das embarcações miúdas que levem embarcado o comandante ou mesmo outros oficiais do navio.

### História

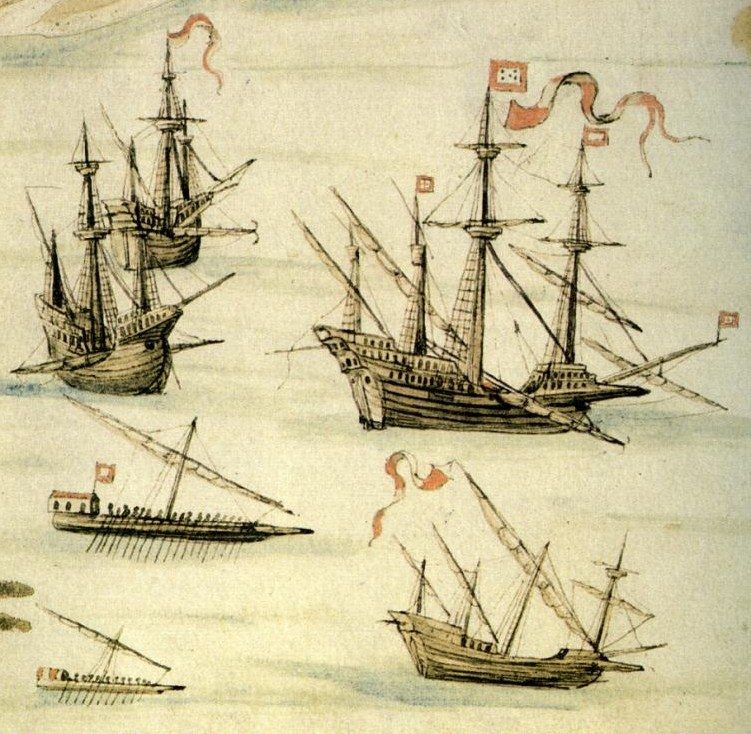
Navios da expedição naval portuguesa ao Suez, liderada por D. João de Castro em 1541, mostrando as longas bandeiras triangulares e farpadas que já então eram arvoradas nos mastros principais e nas vergas daqueles.

Segundo uma lenda popular, a origem da flâmula dos navios de guerra remontaria à Primeira Guerra Anglo-Holandesa, ocorrida entre 1652 e 1654. O almirante Marteen Tromp, comandante da armada holandesa, ter-se-ia feito ao mar com uma vassoura arvorada no mastro grande do seu navio, simbolizando a sua intenção de "varrer" os ingleses do mar. Por sua vez, o almirante Robert Blake, comandante da armada inglesa, teria arvorado um chicote para simbolizar a sua determinação em "chicotear" a armada holandesa. A vitória sorriu ao almirante Blake e, em comemoração da mesma, a flâmula - que pelo seu formato longo e estreito lembrava um chicote - ter-se-ia tornado no sinal distintivo dos navios de guerra.
Apesar de interessante, não existem evidências de que esta lenda é verdadeira. A verdadeira origem da flâmula aparenta ser bastante mais prosaica.
Galhardetes estreitos e compridos como as flâmulas são usados há milhares de anos, aparecendo já representados na arte do antigo Egito. O termos flammula e phlamoulon ("flâmula", respetivamente em latim e grego) foram usados, pelo menos desde o século IV, para designar bandeiras estreitas e farpadas usadas como sinais militares pelos romanos e bizantinos.
O seu uso em navios, içados nos topes dos mastros ou nas vergas, ocorre pelo menos desde a Idade Média, estando representado em ilustrações de manuscritos medievais, bem como em pinturas renascentistas. A origem das mesmas poderá ter estado nos pendões e outras bandeiras triangulares e farpadas que os cavaleiros medievais levavam na ponta das suas lanças. Os registos indicam que, em tempo de guerra, esses cavaleiros assumiam o comando de navios mercantes, que se viam assim transformados em em navios de guerra. Ao assumirem esse comando, os mesmos transferiam as bandeiras das suas lanças para os seus navios, arvorando-as nos respetivos mastros. As flâmulas poderiam ser assim uma evolução dos pendões dos cavaleiros medievais, sendo até meados do século XVII arvorados nas vergas e desde então nos mastaréus dos joanetes grandes.

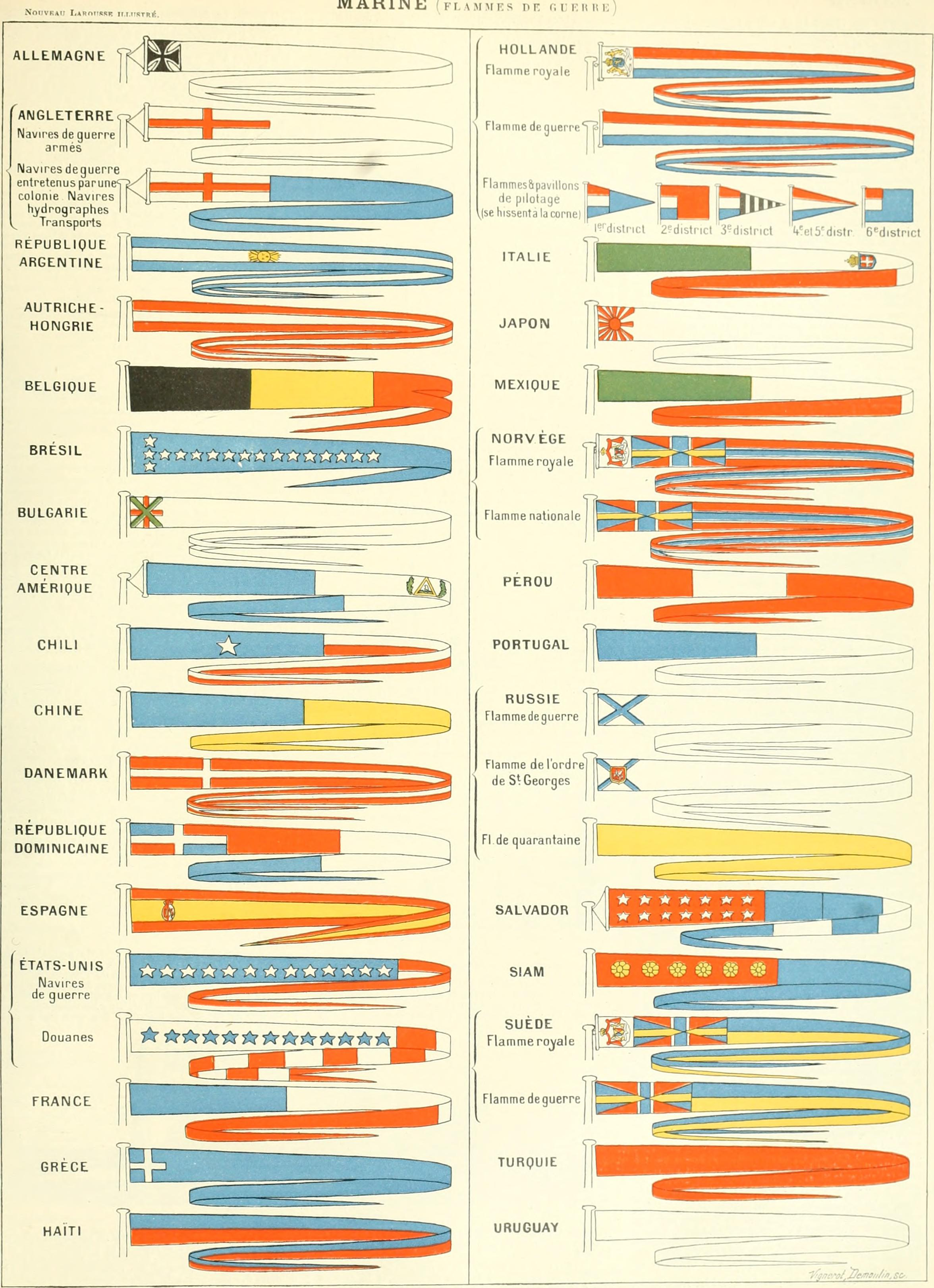
Flâmulas dos diversos países do mundo, no final do século XIX.

No final do século XVII, tinham-se já desenvolvido as marinhas nacionais permanentes de quase todos os estados marítimos. Em plena era da navegação à vela, a diferença entre os navios de guerra e os mercantes era ainda pouco significativa, sendo muito difícil distinguir exteriormente, sobretudo à distância, um tipo de navio do outro. Como tal, foi necessário estabelecer um sinal que distinguisse um navio de guerra dos restantes, tendo as marinhas de guerra oficializado a flâmula arvorada no seu mastro grande como o sinal indicativo que o mesmo era um navio de guerra.
Até ao início do século XX, as flâmulas - tal como as restantes bandeiras - arvoradas nos navios de guerra eram geralmente de muito grandes dimensões. Existia uma razão prática para tal, que era a necessidade de identificar visualmente a longas distâncias a nacionalidade e o estatuto militar de um navio, sendo as bandeiras e flâmulas praticamente a única forma de o fazer. As maiores bandeiras arvoradas em navios de guerra do final do século XIX chegavam a ter 10 metros de comprimento, enquanto que existiam flâmulas com 21 metros.
Contudo, a evolução dos navios de guerra a partir de meados do século XIX fez com que os mesmos adotassem um formato exterior peculiar, tornando-os visualmente bastante distintos dos navios mercantes, o que fazia com que já não fossem facilmente confundidos com estes. O aumento da diferença entre a aparência exterior dos dois tipos de navios fez com que as flâmulas perdessem importância como sinais de identificação, deixando de obrigar a que fossem visíveis a tão longas distâncias, o que levou à redução da sua dimensão. O processo de redução de tamanho foi acelerado com a proliferação de antenas eletrónicas nos navios do século XX. As flâmulas maiores, para uso normal, não ultrapassam agora os dois metros de comprimento, ainda que existam flâmulas mais compridas içadas em ocasiões especiais.

### Flâmulas de vários países

#### Brasil

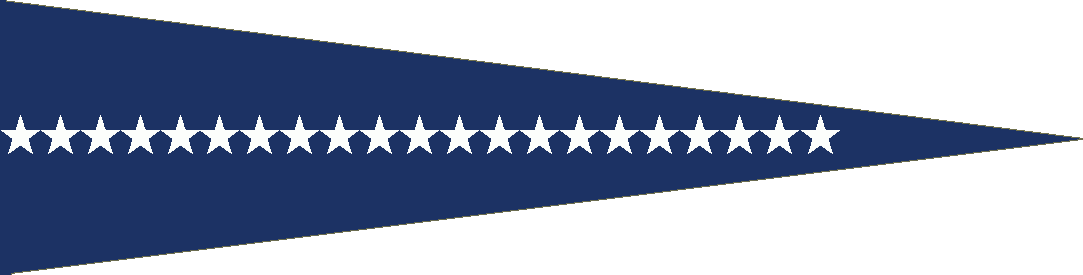
Flâmula de comando do Brasil

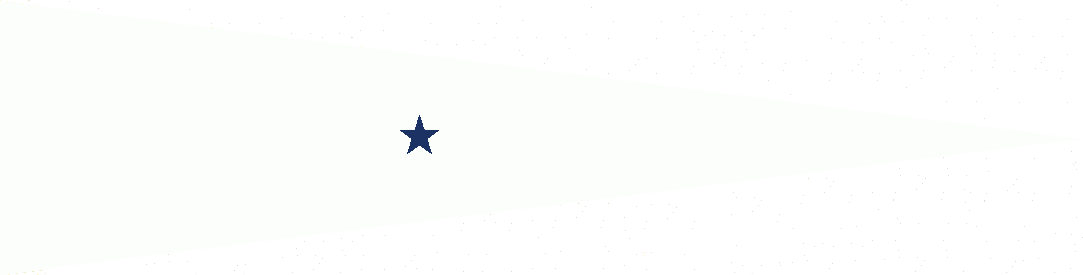
Flâmula de oficial superior do Brasil

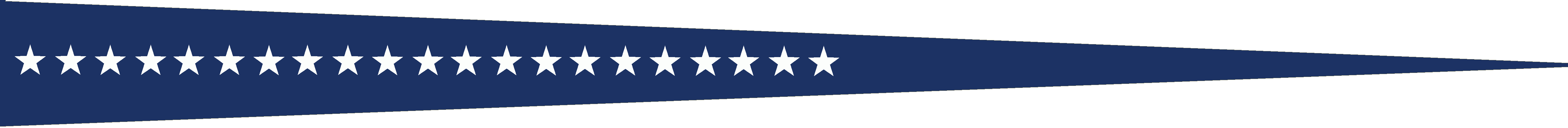
Flâmula de fim de comissão do Brasil

A Marinha do Brasil usa três flâmulas: a flâmula de comando, a flâmula de oficial superior e a flâmula de fim de comissão. As duas primeiras são classificadas como "bandeiras insígnias" e a última como "bandeira distintivo".
A flâmula de comando é a insígnia privativa dos oficiais de marinha quando no exercício do cargo de comando, sendo vedado o seu uso em navio não incorporado na Marinha do Brasil. Tem uma forma triangular alongada, de fundo de cor azul marinho, ocupado por 21 estrelas brancas dispostas em linha.
A flâmula de oficial superior é hasteada nas embarcações miúdas que conduzam oficial superior uniformizado. Tem forma similar à flâmula de comando, mas de fundo branco e com uma única estrela azul.
A flâmula de fim de comissão é hasteada no tope do mastro principal de um navio da Marinha do Brasil, substituindo a flâmula de comando, no fim de uma comissão igual ou superior a seis meses, quando o navio inicia a acostagem ao porto final da comissão, sendo retirada ao pôr do sol seguinte. Tem uma forma triangular alongada, de altura igual à metade da guinda do mastro principal, de fundo de cor azul marinho, ocupado por 21 estrelas brancas.

#### Portugal

Flâmula de Portugal

A flâmula de Portugal consiste num galhardete muito estreito e comprido, nas cores verde e vermelha, usado permanentemente no tope do mastro grande, pelos navios de guerra e pelos navios mercantes ao serviço do Estado comandados por oficiais da Armada Portuguesa. A flâmula é também arvorada à proa das embarcações miúdas que conduzam um oficial da Armada.
Em termos de dimensões, a Armada Portuguesa utiliza três tipos de flâmulas. A flâmula n.º 1 com dois metros de comprimento, a n.º 2 com sete metros e a n.º 3 com nove metros. A cor verde junto à tralha ocupa, nas flâmulas n.ºs 1,2 e 3, respetivamente, 0,8, 3 e 4 metros.

Flâmula portuguesa do século XVII ao início do século XVIII

Flâmula portuguesa de meados do século XVIII até 1833

Flâmula portuguesa de 1833 até 1910

A atual flâmula, nas cores verde e vermelha, foi oficialmente estabelecida a 30 de junho de 1911, no âmbito do estabelecimento do novo modelo de Bandeira Nacional.
O uso de flâmulas nos navios da Armada Portuguesa é no entanto bastante mais antigo. Na época dos descobrimentos e provavelmente antes, já os navios portugueses envergavam longas bandeiras triangulares e farpadas nos seus mastros e vergas, normalmente ostentando as cinco quinas e outros emblemas Reais.
Durante a época da transição do século XVII para o XVIII, a flâmula está claramente estabelecida com o atual significado de sinal que identifica um navio comandado por um oficial da marinha de guerra.
Entre o século XVII e o início do século XVIII, as flâmulas portuguesas eram de cor verde e branca, as quais constituíam então as cores nacionais do Reino de Portugal. Posteriormente, as flâmulas passaram a ser inteiramente de cor branca. Entre 1833 e 1910, as flâmulas tinham as cores nacionais azul e branca.

### Flâmulas de fim de comissão

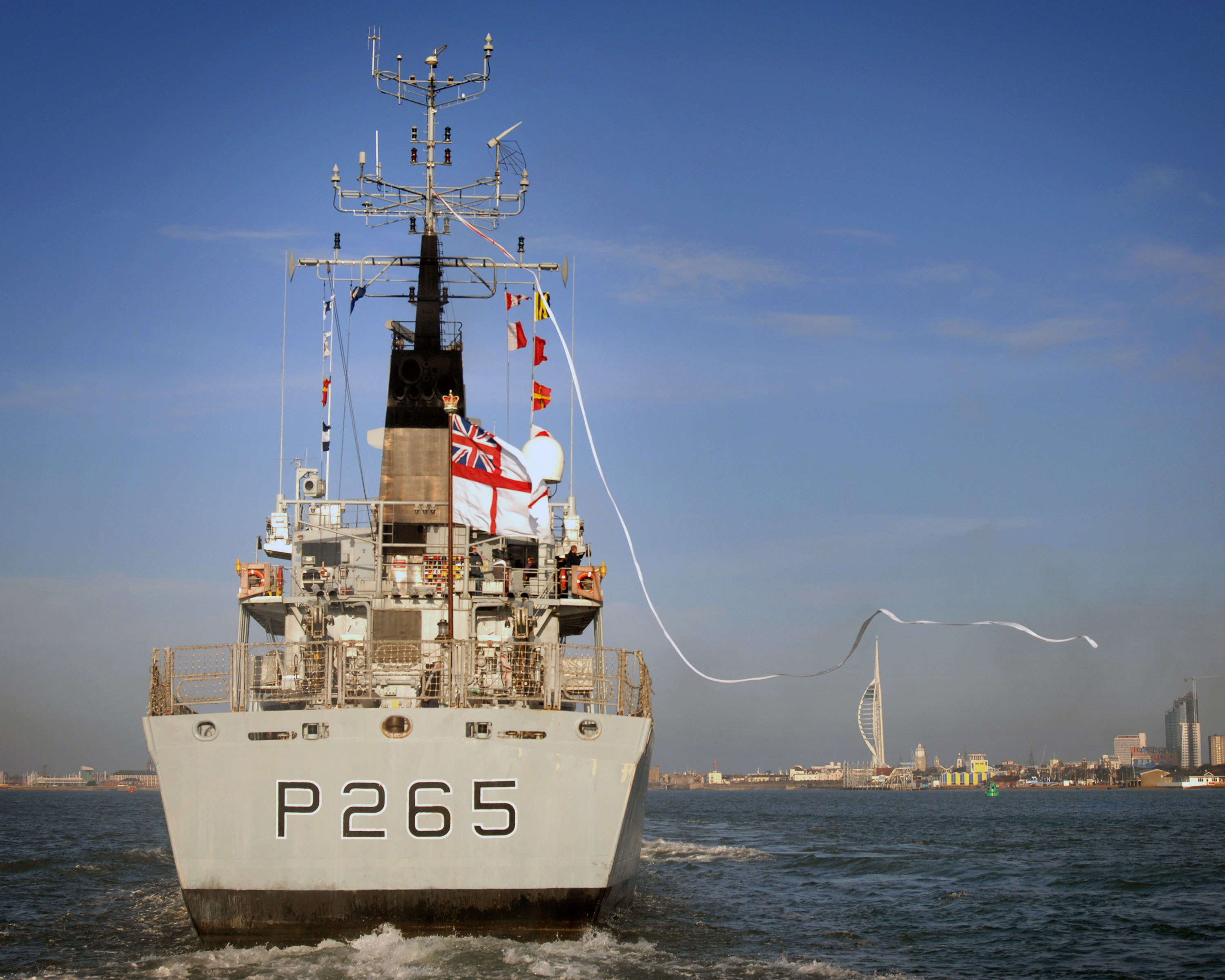
O navio-patrulha britânico HMS Dumbarton Castle, arvorando a sua longa flâmula de fim de comissão, ao finalizar a sua última viagem antes do desarmamento.

Em algumas marinhas, existe a tradição de, quando um dos seus navios regressa à base, no final de uma longa comissão de serviço, o mesmo arvore no tope do seu mastro principal uma flâmula extremamente longa, chamada de "flâmula de fim de comissão".
A flâmula de fim de comissão tem normalmente, pelo menos o mesmo comprimento do navio e ocasionalmente, tem um comprimento tal que reflete a duração do seu tempo de serviço. Assim, por exemplo, cada metro de comprimento da flâmula pode corresponder a cada mês ou ano de serviço do respetivo navio. Estas dimensões contrastam com as dimensões das flâmulas de comando normais usadas modernamente, cujo comprimento geralmente não ultrapassa os dois metros.
A tradição do uso de flâmulas de fim de comissão é mantida em várias marinhas, incluindo na Marinha do Brasil, onde existe um modelo específico deste tipo de flâmulas.
Em outras marinhas, esta tradição já só se mantém para a última comissão de serviço de um navio, antes do mesmo ser desarmado. Neste caso, o arvorar da flâmula de fim de comissão faz parte da cerimónia de desarmamento do mesmo.

### Flâmulas de igreja

Flâmula de igreja do Reino Unido e dos Países Baixos

Na tradição naval de origem britânica e holandesa, a flâmula de igreja constitui uma flâmula especial que serve para assinalar que está em curso uma celebração religiosa. Nessa ocasião, pode ser arvorada num navio ou num estabelecimento naval em terra.
O uso da flâmula de igreja tem origem nas guerras Anglo-Holandesas do século XVII, durante as quais a mesma começou a ser arvorada aos domingos para assinalar que estava a decorrer um serviço religioso e que existia assim uma trégua entre os dois países beligerantes. Foi estabelecido o mesmo modelo de flâmula para os dois países, que combinava a Bandeira da Inglaterra junto à tralha, com a Bandeira dos Países Baixos do lado do batente.
A tradição da flâmula de igreja foi também seguida pelas marinhas de outros países da Commonwealth e pela Marinha dos EUA. A Marinha dos EUA usa dois modelos de flâmulas, um para assinalar celebrações cristãs e o outro para celebrações judaicas.

## Outros tipos de flâmulas

### Flâmulas cívicas

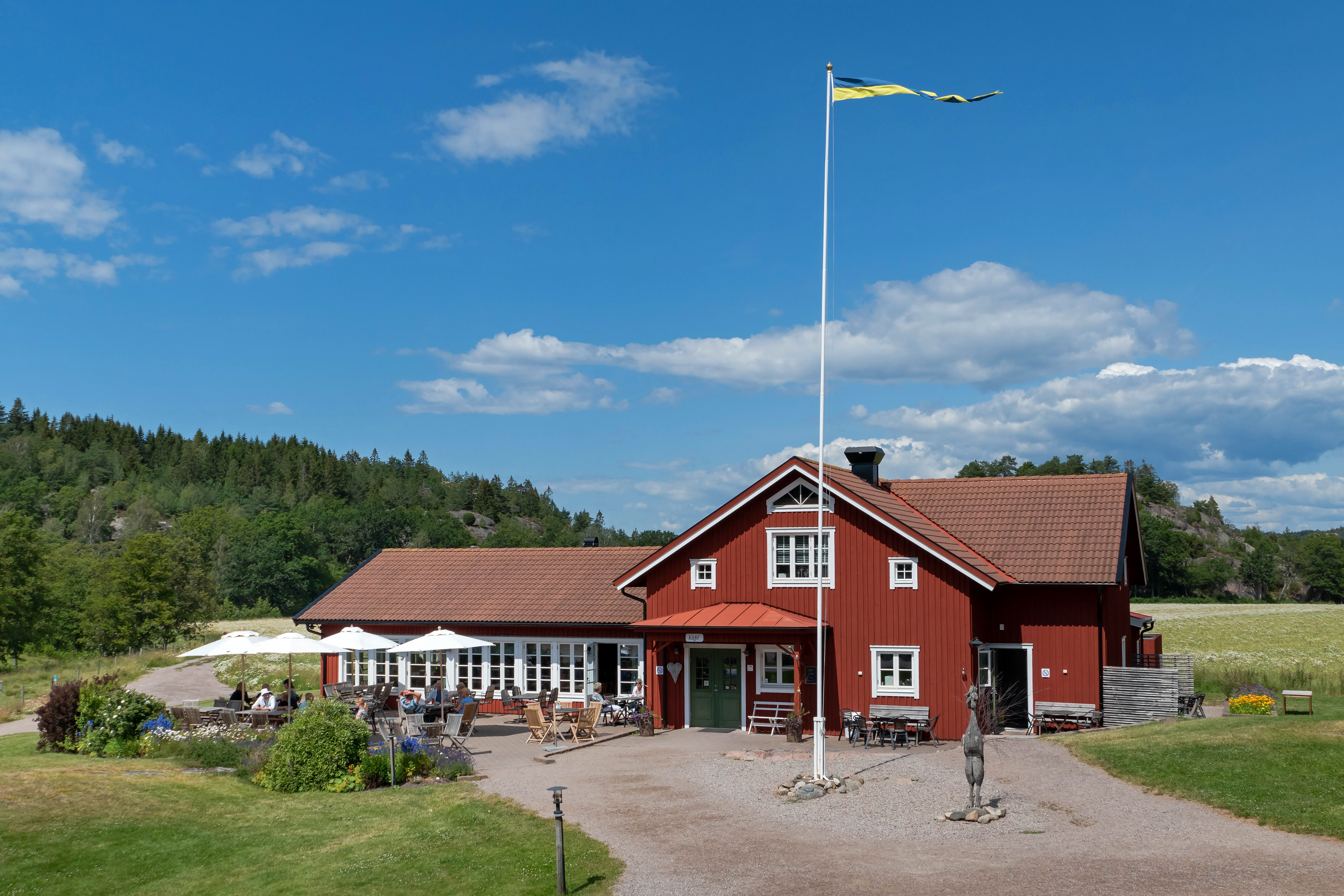
Flâmula da Suécia, arvorada num mastro de bandeira, num exterior de um café da Comuna de Lysekil.

Em alguns países, sobretudo da Europa Setentrional, existem flâmulas cívicas para serem arvoradas em terra, como complemento ou substituição de bandeiras nacionais ou subnacionais.
Nos países escandinavos, as flâmulas nacionais são arvoradas nos mastros das bandeiras nacionais, em substituição destas, nos dias em que não ocorre embandeiramento. Ao contrário das bandeiras nacionais, que só se devem manter içadas durante o dia, as flâmulas nacionais podem manter-se permanentemente arvoradas, tanto de dia como de noite.
Para além de flâmulas nacionais, alguns países dispõem também de flâmulas subnacionais, que são usadas análogamente áquelas, substituindo as bandeiras locais nas áreas territoriais respetivas.
Na Finlândia existe a tradição das famílias arvorarem uma flâmula nacional ou regional num mastro de bandeira das suas residências de férias, como forma de assinalar a sua presença nas mesmas. As flâmulas cívicas usadas desta forma são conhecidas como isännänviiri (literalmente "flâmula do anfitrião" em finlandês) e como husbondsvimpel (literalmente "flâmula do marido" em sueco).
Nos Países Baixos, tradicionalmente a flâmula laranja (flâmula nacional dos Países Baixos) é arvorada em conjunto com a bandeira nacional, nos dias de aniversário dos membros da Família Real, bem como quando do nascimento ou casamento de membros daquela família.

### Flâmulas esportivas
No Brasil e em outros países, são designadas "flâmulas" as bandeiras triangulares usadas por diversos tipos de clubes esportivos, incluindo iate clubes e clubes de futebol. Em Portugal e outros países de língua portuguesa, essas bandeiras são referidas como "galhardetes".
No caso dos iate clubes, as flâmulas são arvoradas nas embarcações dos sócios dos clubes.
No caso do futebol, a troca de flâmulas entre os duas equipes adversárias, antes de um jogo faz parte da tradição.

### Flâmulas heráldicas

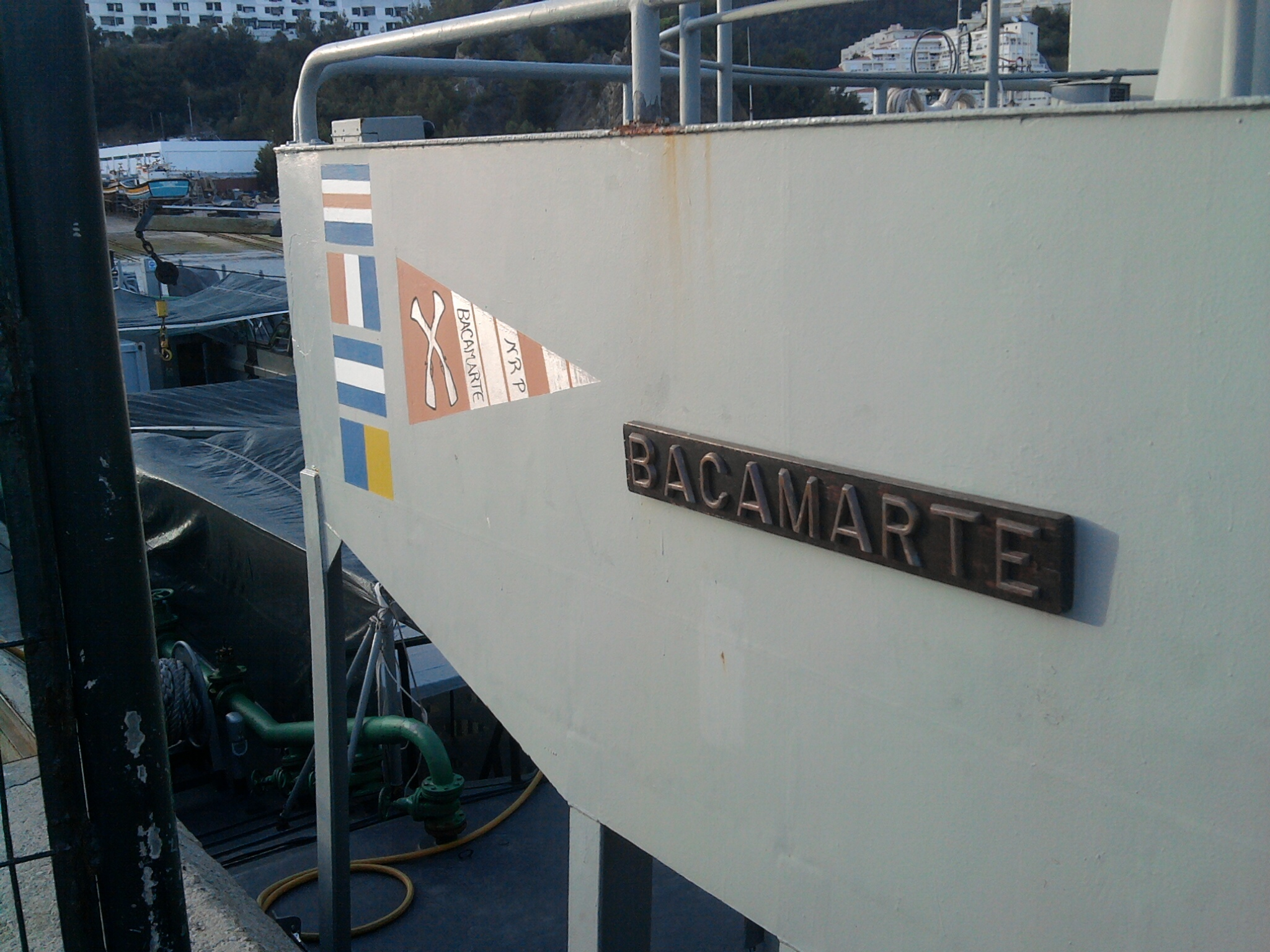
Flâmula heráldica da lancha de desembarque NRP Bacamarte pintada na lateral da ponte da mesma.

Na heráldica de alguns países ou instituições específicas, a flâmula constitui um dos tipos de bandeiras heráldicas.
Na heráldica da Força Aérea Brasileira, a flâmula é uma bandeira que tem por finalidade identificar um determinado setor específico dentro de uma organização militar. Tem a forma de um triângulo isósceles, o campo de cor azul, e contém uma franja nos bordos livres. No campo junto à haste deve constar a sigla e um símbolo das atividades desempenhadas pelo setor específico da organização militar. Deve ser transportada ou exposta numa haste de 1,6 m de comprimento
Na heráldica das Forças Armadas e de segurança de Portugal, a flâmula é a bandeira heráldica de desfile das subunidades do tipo companhia ou de escalão equivalente. Existem dois modelos de flâmulas heráldicas em uso, um consistindo numa bandeira triangular e outro numa bandeira farpada.
Na heráldica portuguesa, as bandeiras farpadas e triangulares são designadas, respetivamente, "guião" e "pendão", refletindo as designações que aquele tipo de signas (bandeiras) para uso em terra tinham na Idade Média e no início do Renascimento. Outros termos, como "estandarte" ou "talão" também foram utilizados para designar bandeiras com aqueles formatos, mas o termo "flâmula" teria sido usado apenas no mar.
Contudo, a designação "flâmula" foi adotada na década de 1960 para designar das bandeiras heráldicas de formato triangular das unidades de escalão companhia e análogas das Forças Armadas Portuguesas. Esta designação foi talvez influenciada pela terminologia adotada por heraldistas portugueses da época como Almeida Langhans
O Regulamento de Simbologia do Exército de 1969, estabelecia que as flâmulas das companhias e subunidades equivalentes tinham o formato de um triângulo isósceles, contendo a simbologia heráldica da unidade onde a companhia estava incorporada. Os regulamentos de heráldica da Marinha de 1972 e da Força Aérea de 1985 estabeleceram modelos idênticos de flâmulas heráldicas. Entretanto, o novo Regulamento de Heráldica do Exército publicado em 1987, alterou o modelo de flâmulas em uso naquele ramo, as quais passaram a ser bandeiras de formato retangular farpadas. A Guarda Nacional Republicana utiliza flâmulas heráldicas idênticas às do Exército nas suas unidades terrestres e idênticas às da Marinha nas suas unidades marítimas.